# Fabio Carpi
Pour les articles homonymes, voir Carpi (homonymie).
Fabio Carpi, né le 19 janvier 1925 à Milan et mort le 26 décembre 2018 à Paris, est un écrivain, scénariste, dialoguiste et réalisateur italien.

## Biographie
Fabio Carpi est d'abord scénariste et romancier. Installé à São Paulo (Brésil) de 1951 à 1954, il travaille comme scénariste pour la société Vera Cruz, sous la direction d'Alberto Cavalcanti.
En Italie, il collabore avec les frères Dino Risi et Nelo Risi, avec lesquels il partage une commune passion pour la psychanalyse. Il participe à l'écriture des scénarios des films suivants : Le Veuf (Il Vedovo) (1959) de Dino Risi, Un homme à moitié (Un Uomo à metà) (1966) de Vittorio De Seta, Journal d'une schizophrène (Diario di una schizofrenica) (1968) de Nelo Risi.
Il devient réalisateur en 1971 avec Corpo d'amore.
Il meurt le 26 décembre 2018 dans le 6e arrondissement de Paris.

## Filmographie

### Comme scénariste
- 1966 : Un homme à moitié (Un uomo a metà), de Vittorio De Seta
- 1969 : Une poule, un train... et quelques monstres (Vedo nudo), de Dino Risi
- 1970 : L'Invasion, d'Yves Allégret
- 1980 : Cobra (Il giorno del cobra) d'Enzo G. Castellari

### Comme réalisateur
- 1971 : Corpo d'amore
- 1974 : L'Âge de la paix (L'età della pace)
- 1982 : Le Quatuor Basileus (Il quartetto Basileus)
- 1983 : Le ambizioni sbagliate
- 1984 : Les Chiens de Jérusalem (I cani di Gerusalemme) — téléfilm
- 1987 : Barbablù, Barbablù
- 1991 : L'Amour nécessaire (L'amore necessario)
- 1993 : Et ensuite, le feu (La prossima volta il fuoco)
- 1997 : Homère, la dernière odyssée (Nel profondo paese straniero)
- 2001 : Nobel (it)
- 2003 : Le intermittenze del cuore (it)